# HD 40979
HD 40979 är en trippelstjärna belägen i den norra delen av stjärnbilden Kusken. Den har en kombinerad skenbar magnitud av ca 6,74 och kräver åtminstone en handkikare för att kunna observeras. Baserat på parallax enligt Gaia Data Release 2 på ca 30,2 mas, beräknas den befinna sig på ett avstånd på ca 108 ljusår (ca 33 parsek) från solen. Den rör sig bort från solen med en heliocentrisk radialhastighet på ca 32 km/s. Den har en relativt stor egenrörelse och rör sig över himlavalvet med en vinkelhastighet av 0,182 bågsekunder per år.

## Egenskaper
Primärstjärnan HD 40979 A är en gul till vit stjärna i huvudserien av spektralklass F7 V. Den har en massa som är ca 1,2 solmassor, en radie som är ca 1,3 solradier och har omkring dubbla solens utstrålning av energi från dess fotosfär vid en effektiv temperatur av ca 6 100 K. Ett överskott av infraröd strålning tyder på att en stoftskiva kretsar kring stjärnan på ett avstånd av 16,10 AE med en medeltemperatur av 80 K.
Följeslagaren, HD 40979 B, är en stjärna av magnitud 9,11 med gemensam egenrörelse och med en vinkelseparation av 192,5 bågsekunder från primärstjärnan, vilket motsvarar en projicerad separation på omkring 6 400 AE. Den har en massa som är 83 procent av solens massa, en radie som är ca 0,8 solradier och en effektiv temperatur av ca 5 000 K. Denna stjärna har i sin tur en följeslagare av magnitud 12,00, HD 40979 C, med en separation av 3,877 ± 0,013 bågsekunder vid en positionsvinkel av 37,969 ± 0,178°, år 2015. Detta motsvarar en projicerad separation av 129 AE. Stjärnan har en massa som uppskattningsvis är 0,38 gånger solens massa.

## Planetsystem
En exoplanet, HD 40979 b, kretsande kring stjärnan tillkännagavs 2002. Den upptäcktes med hjälp av metoden med mätning av radiell hastighet, som gör att utvalda omloppselement för objektet kan bestämmas.
| Planet | Massa           | Halv storaxel (AE) | Siderisk omloppstid (d) | Excentricitet | Inklination | Radie |
| ------ | --------------- | ------------------ | ----------------------- | ------------- | ----------- | ----- |
| b      | ≥3,83 ± 0,36 MJ | 0,85 ± 0,049       | 263,84 ± 0,71           | 0,269 ± 0,034 | -           | -     |